# Многоликий (фильм)
«Многоликий» (там. விஸ்வரூபம், хинди विश्वरूपम, Vishwaroopam) — индийский шпионский боевик, снятый в двух версиях на хинди и тамильском языке и вышедший в прокат 25 января 2013 года. Первый индийский фильм произведённый с использованием новой технологии звука Auro 11.1. Режиссёр, продюсер, автор сценария и текстов песен, а также испольнитель главной роли — Камал Хасан. Другие роли исполнили Рахул Бозе, Шекхар Капур и Пуджа Кумар. Сюжет рассказывает о противостоянии индийских спецслужб и боевиков Аль-Каиды.
Выход фильма в штате Тамилнад был задержан на две недели из-за протестов мусульманских общественных организаций. После выхода фильм занял второе место среди тамильских фильмов 2013 года по величине кассовых сборов и получил две Национальных кинопремии. Выход второй части планируется в первой половине 2018 года.

## Сюжет
Фильм начинается с того, как Нирупама рассказывает о своей жизни на приёме у психолога. Она с детства хотела учиться в Америке, и поэтому согласилась на договорной брак с Вишванатхом, который намного старше её. В США она устроилась в Институт молекулярной онкологии, где встретила Дипака и влюбилась в него. Чтобы не чувствовать вины перед мужем, Ниру наняла детектива, чтобы он попробовал найти у того какой-нибудь секрет. Она и не подозревала, что мужу прекрасно известно о её интрижке.
Детектив выясняет, что Вишванатх — мусульманин, но после этого тот уходит от слежки. В поисках объекта детектив попадает в лапы Фарука, работающего на джихадиста Омара. Пытаясь выяснить, что тому известно, он доводит его до смерти и выставляет это как самоубийство. В вещах убитого джихадисты находят блокнот с рабочими заметками, среди которых узнают имя Дипака. Дипак решает, что Ниру специально подослала детектива к Фаруку и приходит к ней, чтобы разобраться. Вдвоём их застаёт Вишванатх, а следом за ним прибывает Фарук со своими людьми. Они связывают супругов вместе с Дипаком и отвозят на заброшенный склад.
Там Фарук убивает больше не нужного им Дипака и собирается избавиться от остальных, но неожиданно Вишванатх расправляется со всеми, кто был на складе.
Во флешбэке выясняется, что у Вишванатха и Омара было общее прошлое. Вишванатха, тогда известного как Визам Ахмад Кашмири, Омар принял в свою группировку в Афганистане в 2002 году. Тот стал тренировать молодых боевиков и сблизился с семьёй Омара. Затем, когда во время визита Усама бен Ладена происходит налёт американских военных сил, Омар начинает подозревать, что в их рядах появился предатель. Его люди находят радиолокатор в вещах одного из гостей и приговаривают того к смерти. Но на самом деле прибор принадлежал Визаму.
В настоящее время супруги возвращаются домой, где к ним присоединяются ученица Вишванатха, его дядя и его друг, которые признаются, что они — не те, за кого себя выдавали. После обработки ран, Визам коротко стрижёт волосы и меняет стиль одежды. В это же время к дому прибывает полиция и ФБР, однако герои уходят от них на машине. Визам рассказывает Ниру, что джихадисты добывали цезий для бомб через её институт, и отправляется туда вместе с ней, чтобы выяснить больше. Но там их арестовывает ФБР. Тем временем Омар активизирует своих людей и готовится взорвать Нью-Йорк.
Визам пытается объяснить правительственным агентам про бомбу, но те думают, что террорист — он сам. Прибывший представитель посольства подтверждает, что он — секретный агент отдела исследований и аналитики Индии. Уже вместе с ним они бросаются на поиски подрывника.

## В ролях
- Камал Хасан — Вишванатх / Визам Ахмед Кашмири
- Рахул Бозе — Омар Куреши
- Шекхар Капур — полковник Джаганатх
- Пуджа Кумар[англ.] — Нирупама Вишванатх (озвучена Абхирами[англ.])[3]
- Андреа Джеремайя[англ.] — Ашмита Субраманиам
- Джайдип Алават[англ.] — Салим, подручный Омар
- Нассер[англ.] — Назар, лидер джихадистов
- Зарина Вахаб[англ.] — психолог Сара Рамачандран
- Майлз Андерсон[англ.] — Джон Доукинс
- Самрат Чакрабарти[англ.] — Дипак Чаттерджи
- Джеймс Бабсон (англ. James Babson) — Том Блек, агент ФБР
- Мухтар (англ. Mukhtar Khan) — Фарук, подручный Омара
- Атул Тивари (англ. Atul Tiwari) — детектив Питер Маниваннан
- Хаят Асиф (англ. Hayat Asif) — Тофик, полезный человек
- Сарика Кханна (англ. Sarika Khanna) — Хадиджа, жена Омара
- Ручир Кханна (англ. Ruchir Khanna) — Нассер, сын Омара
- Бехроз (англ. Behroz) — Джалал, слуга в доме Омара
- Видьют (англ. Vidyuth) — Имтиаз, подчинённый Визама
- Брикита Шелтон (англ. Brikita Shelton) — женщина-следователь ФБР
- Раджеш Селва[англ.] — Абу, взорвавший бомбу

## Производство
После выхода Manmadan Ambu (2010) Камал Хасан заявил, что работает над сценарием фильма под названием Thalaivan Irukiran. Съёмки этого крупнобюджетного и мультизвёздного проекта должны были стартовать в марте 2011 года,
но были отложены ради работы с режиссёром Селварагаваном, который в тот момент готовился завершить Irandaam Ulagam, чтобы начать снимать Камала в мае 2012.
В марте для фильма было выбрано название Vishwaroopam, также сообщалось, что это будет ремейк американского «Ганнибала», а главную женскую роль сыграет Сонакши Синха.
Однако несмотря на желание Хасана взять на роль именно её, Сонакши отказалась из-за занятости в других проектах.
В июне стало известно, что фильм будет шпионским триллером, наподобие «Миссия невыполнима», снятым параллельно на трех языках, и его отклонила ещё одна актриса — Видья Балан, занятая на съёмках и промоушене фильмов «Грязное кино» и «В поисках».
Другими актрисами, которых прочили на ведущую роль, были Дипика Падуконе, Сонам Капур, Иша Шарвани, Прия Ананд, Самира Редди
и Анушка Шетти.
Но итоговым выбором стала американская актриса индийского происхождения Пуджа Кумар.
В актёрский ансамбль также вошли болливудский актёр Рахул Бозе, британец индийского происхождения Самрат Чакрабарти и режиссёр Шекхар Капур. Дочь Камала — Акшара Хасан присоединилась к съёмочной группе в качестве ассистента режиссёра.

## Саундтрек
Музыку к фильм планировалось представить публике 7 ноября в день рождения Камала Хасана, однако запуск аудио был отложен из-за циклона Нилам.
| №                   | Название                    | Текст песни         | Исполнители                   | Длительность |
| ------------------- | --------------------------- | ------------------- | ----------------------------- | ------------ |
| 1.                  | «Vishwaroopam»              | Вайрамуту           | Сурадж Джаган                 | 4:22         |
| 2.                  | «Thuppaki Engal Tholile»    | Вайрамуту           | Камал Хасан, Бэнни Дайял      | 4:42         |
| 3.                  | «Unnai Kaanadhu Naan»       | Камал Хасан         | Камал Хасан, Шанкар Махадеван | 5:35         |
| 4.                  | «Anu Vidhaiththa Boomiyile» | Камал Хасан         | Камал Хасан, Никхил де Соуза  | 4:16         |
| 5.                  | «Vishwaroopam» (Remix)      | Вайрамуту           | DJ Шейн Мендоса               | 4:23         |
| Общая длительность: | Общая длительность:         | Общая длительность: | Общая длительность:           | 23:25        |

| №                   | Название              | Текст песни         | Исполнители                   | Длительность |
| ------------------- | --------------------- | ------------------- | ----------------------------- | ------------ |
| 1.                  | «Vishwaroop»          | Джавед Ахтар        | Сурадж Джаган                 | 4:24         |
| 2.                  | «Jung Hai»            | Джавед Ахтар        | Шанкар Махадеван, Бэнни Дайял | 4:46         |
| 3.                  | «Main Radha Tu Shaam» | Джавед Ахтар        | Камал Хасан, Шанкар Махадеван | 5:39         |
| 4.                  | «Koi Kahin»           | Джавед Ахтар        | Камал Хасан, Никхил де Соуза  | 4:19         |
| 5.                  | «Vishwaroop» (Remix)  | Джавед Ахтар        | DJ Шейн Мендоса               | 4:27         |
| Общая длительность: | Общая длительность:   | Общая длительность: | Общая длительность:           | 23:35        |

## Критика
| Рейтинги           | Рейтинги                                                                 |
| Издание            | Оценка                                                                   |
| ------------------ | ------------------------------------------------------------------------ |
| Deccan Chronicle   | 3 из 5 звёзд · 3 из 5 звёзд · 3 из 5 звёзд · 3 из 5 звёзд · 3 из 5 звёзд |
| The Indian Express | 3 из 5 звёзд · 3 из 5 звёзд · 3 из 5 звёзд · 3 из 5 звёзд · 3 из 5 звёзд |
| Rediff.com         | 3 из 5 звёзд · 3 из 5 звёзд · 3 из 5 звёзд · 3 из 5 звёзд · 3 из 5 звёзд |

Сангита Деви из The Hindu назвала «Многоликого» — «технически блестящим, амбициозный фильмом, где большинство персонажей не те, кем они кажутся», и «захватывающим шпионским триллером международного стандарта»,
Барадвадж Ранган счёл его слишком простым и не предлагающим ничего нового,
а Судхиш Камат — «наиболее слоистым фильмом года, где с каждым просмотром вы найдете что-то новое».
Радхика Раджамани из Rediff.com написала о фильме: «визуализированный и выполненный в крупном масштабе, фильм приковывает наше внимание, за исключением нескольких моментов, где его темп спадает и появляются субтитры, когда кто-то говорит по арабски».
Б.В.С. Пракаш из Deccan Chronicle заметил, что «к счастью, эта саспенс-сага не содержит традиционных музыкальных номеров и шаблонных комедийных эпизодов. По сути, тонкий юмор заключается в веселых разговорах между персонажами».
Ануджа Джаиман с сайта «Рейтер» заявила, что фильм «является произведением искусства, которое превосходит Болливудскую халтуру и пытается начать разговор о не столь совершенном мире и большой религиозной пропасти в нём».
Прамод Кумар из Firstpost назвал его «пульсирующим триллером, который не содержит обычных киношных поворотов сюжета, взыскательного сценария или кульминации, но наполнен мощным живым действием, убедительными боевыми эпизодами, подлинной военной аппаратурой, впечатляющим техническим мастерством и собственно звездой экрана в, по крайней мере, трёх различных ипостасях».
Шубра Гупта из The Indian Express описала «Многоликого» как фильм из разряда «посмотреть-закрыть-и-забыть», что никогда не исправит большой бюджет, но который удерживает зрителя на всём протяжении.
Индийский политик Лал Кришна Адвани назвал его в своём блоге одним из лучших фильмов, что он видел за последние годы.

## Награды и номинации
| Награды и номинации            | Награды и номинации                  | Награды и номинации                         | Награды и номинации | Награды и номинации |
| Награда                        | Категория                            | Номинант                                    | Результат           | Ссылка              |
| ------------------------------ | ------------------------------------ | ------------------------------------------- | ------------------- | ------------------- |
| Национальная кинопремия        | Лучшая хореография                   | Бирджу Махарадж («Unnai Kaanadhu Naan»)     | Победа              | [ 24 ] [ 25 ]       |
| Национальная кинопремия        | Лучшая работа художника-постановщика | Бунтави «Тор» Тавипасас и Лалгуди Илаяраджа | Победа              | [ 24 ] [ 25 ]       |
| Vijay Awards                   | Лучшая мужская роль                  | Камал Хасан                                 | Победа              | [ 26 ]              |
| Vijay Awards                   | Любимый режиссёр                     | Камал Хасан                                 | Победа              | [ 26 ]              |
| Vijay Awards                   | Лучшая работа художника-постановщика | Лалгуди Н. Илаяраджа                        | Победа              | [ 26 ]              |
| Filmfare Awards South (Тамили) | Лучший фильм                         |                                             | Номинация           | [ 27 ]              |
| Filmfare Awards South (Тамили) | Лучшая режиссура                     | Камал Хасан                                 | Номинация           | [ 27 ]              |
| Filmfare Awards South (Тамили) | Лучшая мужская роль                  | Камал Хасан                                 | Номинация           | [ 27 ]              |
| SIIMA Awards (Тамили)          | Лучший фильм                         |                                             | Номинация           | [ 28 ]              |
| SIIMA Awards (Тамили)          | Лучшая режиссура                     | Камал Хасан                                 | Номинация           | [ 28 ]              |
| SIIMA Awards (Тамили)          | Лучшая мужская роль                  | Камал Хасан                                 | Номинация           | [ 28 ]              |
| SIIMA Awards (Тамили)          | Лучшее исполнение отрицательной роли | Рахул Бозе                                  | Номинация           | [ 28 ]              |
| SIIMA Awards (Тамили)          | Лучшая работа оператора              | Сану Варгес                                 | Номинация           | [ 28 ]              |
| SIIMA Awards (Тамили)          | Лучшая постановка танцев             | Бирджу Махарадж                             | Номинация           | [ 28 ]              |
| SIIMA Awards (Тамили)          | Лучшая постановка боёв               | Ли Вайттакар                                | Номинация           | [ 28 ]              |